# Krzysztof Charamsa
Krzysztof Olaf Charamsa (pronunția poloneză: [kʂɨʂtɔf xaramsa]; născut 5 august 1972 în Gdynia) este un preot și teolog polonez, a fost secretar adjunct al Comisiei Teologice Internaționale a Congregației pentru Doctrina Credinței.

## Biografie
Charamsa a fost hirotonit preot în 1997. Între anii  1993-1997 a studiat teologie și filosofie în Pelplin în Polonia și la Facultatea de Teologie a Universității din Lugano, în Elveția. În 2002 a obținut doctoratul la Universitatea Pontificală Gregoriană. Începând cu anul 2004 el a predat teologie la Pontifical Regina Apostolorum Athenaeum și din 2009 la Universitatea Pontificală Gregoriană. Din 2003 el a lucrat la Congregația pentru Doctrina Credinței. În octombrie 2015 el a dezvăluit public că el este homosexual și într-o relație de lungă durată. Vaticanul l-a destituit din postul său deținut în Sfântul Scaun.

## References
1. ↑  Autoritatea BnF, accesat în 30 decembrie 2019
2. ↑  Corporació Catalana de Mitjans Audiovisuals
3. ↑  CONOR.SI[*] Verificați valoarea |titlelink= (ajutor)
4. ↑  Fr Lombardi reacts to revelations by gay prelate (în engleză)
5. ↑  Ana Stan (3 octombrie 2015), Înalt prelat de la Vatican recunoaşte că este homosexual şi că are un partener: „Clerul este în mare parte homosexual, dar şi homofob“, adevarul.ro
6. ↑  https://www.facebook.com/bbcnews (3 octombrie 2015), Vatican acts after Polish priest reveals homosexuality (în engleză), BBC News
7. ↑  „Vatican fires priest after he came out as gay”. NY Daily News.
8. ↑  „The Vatican fires gay priest”. New York Post.